# Stantonia vittata
Stantonia vittata är en stekelart som beskrevs av Van Achterberg 1987. Stantonia vittata ingår i släktet Stantonia och familjen bracksteklar. Inga underarter finns listade i Catalogue of Life.